# 장피에르 마리엘

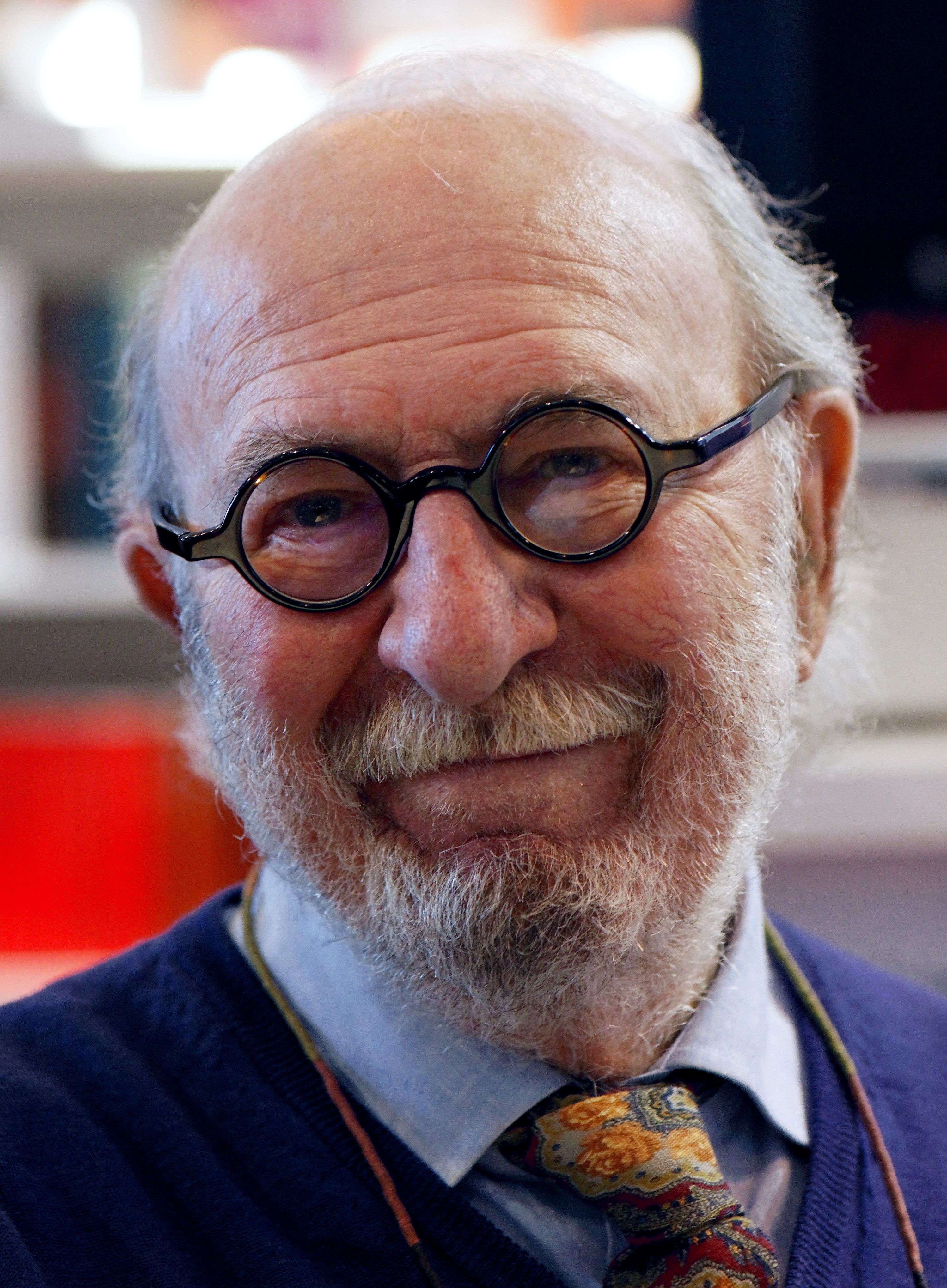

장피에르 마리엘(Jean-Pierre Marielle, 1932년 4월 12일 ~ 2019년 4월 24일)은 프랑스의 배우이다.
파리 13구에서 태어났으며 생클루에서 사망하였다. 사인은 질병이다.

## 영화
- 은행을 폭파시켜라 (1964)
- 쥐트코트의 주말 (1964, Week-end à Zuydcoote)
- Tendre voyou (1966)
- 사랑의 호텔 (1969, Le Diable par la queue)
- 회색 벨벳 위의 네 마리 파리 (1971)
- 섹스숍 (1972, Sex-shop)
- 축제는 시작된다 (1974)
- On aura tout vu (1976)
- 광기의 순간 (1977, Un moment d'égarement) - 피에르 역
- 대청소 (1981)
- 사랑은 부드럽게 (1985, L'Amour en douce)
- 유쾌한 은행털이 (1985, Hold-up)
- 이브닝 드레스 (1986, Tenue de soirée)
- Les mois d'avril sont meurtriers (1987)
- 며칠만 나와 함께 (1988, Quelques jours avec moi)
- 세상의 모든 아침 (1991) - 쌩뜨 꼴롱브 역
- 맥스와 제레미 (1992)
- 1, 2, 3 태양 (1993)
- 이본느의 향기 (1994, Le Parfum d'Yvonne)
- 모두를 위한 하나 (1999, Une pour toutes)
- 배우들 (2000, Les Acteurs)
- 우리의 릴리 (2003, La Petite Lili)
- 이사 소동 (2004, Demain on déménage)
- 아토믹 서커스 (2004, Atomik Circus, le retour de James Bataille)
- Les Âmes grises (2005)
- 다빈치 코드 (2006) - 자크 소니에르 역
- 르 그랑 몬느 (2006, Le Grand Meaulnes)
- 프레드 아스테어의 친구 (2007, Faut que ça danse !)
- Ce que mes yeux ont vu (2007)
- 론도 (2008, Rondo)
- 믹막: 티르라리고 사람들 (2009) - 감빵맨 역
- 피에스 몽테 (2010, Pièce montée)
- 꼬마산타 니콜라스 (2010, L'Apprenti Père Noël) - 목소리
- 발자크의 나귀 가죽 (2010, La Peau de chagri)
- 드림팀 (2012)
- 섹스 러브 앤 테라피 (2014) - 장 피에르 마리엘 역
- 팬텀 보이 (2015, Phantom Boy) - 목소리